# Маргарет Ръдърфорд
Маргарет Ръдърфорд (на английски: Margaret Rutherford) е британска актриса.

## Биография
Маргарет Ръдърфорд е родена на 11 май 1892 година в Лондон, Англия.

### Кариера
Маргарет Ръдърфорд става известна след Втората световна война във филмовите адаптации на „Весел дух“ на Ноел Кауърд и „Колко е важно да бъдеш сериозен“ на Оскар Уайлд. Тя печели Оскар за най-добра поддържаща женска роля и Златен глобус за най-добра актриса в поддържаща роля за ролята си на дукесата на Брайтън във филма „ВИП-овете“ (1963). В началото на 1960-те години тя участва в ролята на героинята на Агата Кристи мис Марпъл в поредица от четири филма на Джордж Полок.

### Личен живот
През 1945 г. 53-годишната Ръдърфорд се омъжва за актьора Стрингър Дейвис, тогава четиридесет и шест годишен, след ухажване продължило 15 години. Съобщава се, че майката на Дейвис е смятала Ръдърфорд за неподходяща партия за сина й и сватбата им е отложена до смъртта на г-жа Дейвис. Впоследствие двойката се появява в много продукции заедно. Дейвис обожава Ръдърфорд, като един приятел отбеляза: „За него тя беше не само голям талант, но преди всичко красавица.“  Бившият военнослужещ и актьор рядко напуска съпругата си, служейки на Ръдърфорд като личен секретар. По-важното е, че той я гледа и утешава през периодичните изтощителни депресии. Тези заболявания, понякога включващи престой в психиатрични болници и лечение с електрически шок, са били държани скрити от пресата по време на живота на Ръдърфорд.
През 1950-те години на миналия век Ръдърфорд и Дейвис неофициално осиновяват писателя Гордън Лангли Хол, тогава на двайсет години. По-късно Хол претърпява операция за смяна на пола и става Доун Лангли Симънс, под което име тя написа биография на Ръдърфорд през 1983 г.

### Отличия, награди и почит
Маргарет Ръдърфорд е удостоена за офицер на Орден на Британската империя (OBE) през 1961 г. и Дама-командор (Dame Commander) (DBE) през 1967 г.

### Смърт
Маргарет Ръдърфорд страда от болестта на Алцхаймер в края на живота си и не може да работи. Дейвис се грижи за съпругата си в техния дом в Бъкингамшир до смъртта й на 22 май 1972 г., на 80-годишна възраст. 
Много от най-добрите британски актьори, включително сър Джон Гилгуд, сър Ралф Ричардсън, лейди Флора Робсън и Джойс Гренфел присъстват на възпоменателната служба на благодарността в църквата Сейнт Пол, Ковънт Гардън, на 21 юли 1972 г.

## Избрана филмография
| година | филм      | оригинално заглавие | роля                | режисьор      |
| ------ | --------- | ------------------- | ------------------- | ------------- |
| 1963   | ВИП-овете | The V.I.P.s         | Дукесата на Брайтън | Антъни Аскуит |